# Roberto Cifuentes Parada
Roberto Cifuentes Parada, (nascut el 21 de desembre de 1957), és un jugador d'escacs d'origen xilè, nacionalitzat espanyol, que té el títol de Gran Mestre des de 1991.
A la llista d'Elo de la FIDE del desembre de 2021, hi tenia un Elo de 2427 punts, cosa que en feia el jugador número 65 (en actiu) de l'estat espanyol. El seu màxim Elo va ser de 2543 punts, a la llista de juliol de 2004 (posició 281 al rànquing mundial).

## Biografia
Durant la dècada entre 1990 - 2000, Cifuentes va emigrar als Països Baixos, i va representar la federació neerlandesa com a jugador. A més en aquest període Cifuentes va exercir el càrrec d'entrenador de l'equip olímpic femení neerlandès, i del diverses vegades campió dels Països Baixos Loek Van Wely.
El juliol de l'any 2000, Cifuentes es va desplaçar a viure a la ciutat aragonesa d'Osca, on ha fixat la seva residència.
El febrer de l'any 2009 Cifuentes creà CHESSYPEDIA, una eina per estudiar obertures d'escacs per internet. Ha entrenat, entre d'altres jugadors, el Campió del món sub-14, el saragossà Pedro Ginés.

## Resultats destacats en competició
Cifuentes va guanyar el campionat juvenil de Xile el 1975. Posteriorment va obtenir la victòria en 5 ocasions consecutives al Campionat de Xile absolut, des de 1982 a 1986, ambdós anys inclosos.
Cifuentes va quedar 3r al XXX Memorial Capablanca, celebrat a Matanzas, Cuba, del 9 al 23 de maig de 1995 (el campió fou Anthony Miles). El 1998 va guanyar la 18a edició de l'Obert Vila de Benasc.
El 2001 i 2002 va guanyar el fort Obert Internacional de Sevilla. El 2004, fou 7è al campionat d'Espanya, celebrat a Sevilla, al mes d'agost. Fou 7è a l'Obert de Sant Sebastià de 2009.
El 2011, va quedar en 7è lloc al campionat d'Espanya absolut celebrat a Menorca.

### Participació en competicions per equips
Ha participat en vuit ocasions a les Olimpíades d'escacs, set representant Xile als anys 1978 a Buenos Aires, 1980 a La Valletta, 1982 a Lucerna, 1984 a Salònica, 1986 a Dubai, 1988 a Salònica i 1990 a Novi Sad i en una ocasió Espanya, el 2004 a Calvià.